# Романови након 1917.
Романови након 1917. живјели су у изгнанству ван Русије.
Само су потомци Кирила Владимировича ступали у равнородне бракове и данас се сматрају јединим члановима Императорског дома по одредбама Основних државних закона Руске Империје. Сви други морганатски потомци који користе презиме Романов немају право на престо.

## Историја
Након абдикације императора Николаја II Александровича и цесаревића Алексеја Николајевича, дана 2. марта 1917, право на престо је прешло ка императоровом брату великом кнезу Михаилу Александровичу. Велики кнез је манифестом од 3. марта 1917. године одложио преузимање власти до коначне одлуке Уставотворне скупштине о облику државног уређења. Дана 1. септембра 1917, још прије сазива Уставотворне скупштине, предсједник Привремене владе Александар Керенски је прогласио републику. Тиме је окончана руска монархија и завршена 300-годишња владавина Романова.
Године 1918. било је пресјечено све мушко потомство императора Александра III Александровича. У складу с правилима насљеђивања престола, право насљедства је прешло на другог сина императора Александра II Николајевича — великог кнеза Владимира Александровича (1847—1909). Његов најстарији син је био велики кнез Кирил Владимирович који се 1922. године прогласио за чувара престола, а манифестом од 31. августа 1924. прогласио се за императора сверуског у изгнанству.
Тај чин је био у складу с Основним државним законима и признали су га династички чланови и инострани краљевски домови. Манифест само нису признали велики кнезови Николај и Петар Николајевич (и његов син кнез императорске крви Роман Петрович). Они су сматрали да се о престолу мора одлучивати путем народног изјашњавања. Удовица императорка Марија Фјодоровна није оспоравала право на престо великог кнеза Кирила Владимировича, али је сматрала његов манифест преурањеним јер до смрти није изгубила наду да се спасио неки од њена два сина или унук.

## Императорски дом
Почетком 1917. године Руски императорски дом је имао 65 чланова (укључујући императора, императорку удовицу, императорку, цесаревића, 15 великих кнезова, 13 великих кнегиња, 4 велике кнегињице, 13 кнезова императорске крви, 3 кнегиње императорске крви, 8 кнегињица императорске крви, грчку краљицу удовицу и 4 потомка Романовска од Лојхтенберга). Бољшевици су стријељали укупно 17 династичких чланова од којих 11 мушкараца.
Преживјели мушки династички чланови (осим Владимира Кириловича, сина „императора“ Кирила Владимировича) ступали су у морганатске бракове и тиме су лишили своје потомке права на престо. Морганатске супруге и потомство нису били чланови Императорског дома. За њих је уведен посебан племићки статус кнезова Романовских. Након смрти Кирила Владимировича (1938) нови династички старјешина је постао његов син јединац — велики кнез Владимир Кирилович. Он је одлучио да не узима титулу императора све до обнове монархије. Тада су мушки чланови Императорског дома били још: велики кнезови Борис Владимирович, Андреј Владимирович и Дмитриј Павлович и кнезови императорске крви Всеволод Јоанович, Гаврил Константинович, Георгиј Константинович, Роман Петрович, Андреј Александрович, Фјодор Александрович, Никита Александрович, Дмитриј Александрович, Ростислав Александрович и Василиј Александрович.
Дана 13. августа 1948. велики кнез Владимир Кирилович је ступио у равнородни брак са Леонидом Георгијевном. Она је била кћерка кнеза Георгија Александровича Багратион-Мухранског, старјешине грузијске династије у изгнанству. Међутим, данашњи морганатски потомци Романових оспоравају тај брак сматрајући и њега морганатским. За вријеме постојања Руске Империје, која је у свом саставу имала и Грузију, породица Багратион није уживала династички статус. Али како су тада и Романови и Багратиони били у изгнанству, велики кнез Владимир Кирилович је својим актом од 1946, на захтјев шпанског краљевског дома, признао Багратионима статус династије. Годину дана касније се упознао са Леонидом Георгијевном, а већ сљедеће године и ступио у брак са њом.
Из тог брака, 23. децембра 1953, родила се кћерка јединица — велика кнегињица Марија Владимировна. Династички старјешина Владимир Кирилович је њу 23. децембра 1969. прогласио за чувара престола, у случају његове смрти, јер су сви живи кнезови императорске крви били у морганатским браковима и њихови потомци нису били чланови Императорског дома. Након смрти посљедњег кнеза императорске крви Василија Александровича (1989) велика кнегиња Марија је у складу са Основним државним законима постала насљедник престола. Наступило је насљеђивање по женској линији јер би смрћу њеног оца Владимира била пресјечена посљедња мушка линија.
Велика кнегињица Марија Владимировна је 1976. ступила у равнородни брак са Францом Вилхелмом, принцем од Пруске. Њему је након примања православља велики кнез Владимир Кирилович додијелио титулу великог кнеза, а на крштењу је добио име Михаил Павлович. Одређено је да ће унуци Владимира Кириловича првенствено носити титулу великог кнеза и презиме Романов, а самим тим наставити чланство Императорског дома. Из брака Марије и Михаила, дана 13. марта 1981, родио се њихов син јединац — велики кнез Георгиј Михајлович. Брак је разведен јуна 1986, а Михаил Павлович више није био члан Императорског дома. Дана 21. априла 1992. преминуо је династички старјешина велики кнез Владимир Кирилович. Његовом смрћу се угасила посљедња мушка линија Романова, као својевремено 1730. смрћу императора Петра II Алексејевича.
Нови династички старјешина је постала велика кнегиња Марија Владимировна, а за цесаревића је проглашен велики кнез Георгиј Михајлович. Њих двоје су данас једини чланови Императорског дома и као такве их признаје Руска православна црква. Посљедње чланице Императорског дома су биле: велика кнегиња удовица Леонида Георгијевна (1914—2010), кнегиња императорске крви Јекатерина Јоановна (1915—2007) и кнегињица императорске крви Вера Константиновна (1906—2001). Династички чланови данас, у складу са породичним правилником, не користе презиме „Романов“ нити било које друго презиме. Користе титулу, име и очество као и за вријеме Руске Империје. У непризнатој држави Придњестровље, Руски императорски дом има статус историјске институције. Предсједништво Врховног суда Руске Федерације је 1. октобра 2008, на захтјев велике кнегиње Марије Владимировне, рехабилитовало убијену царску породицу.

## Удружење потомака
За разлику од Кирила Владимировича сви други чланови Руског императорског дома у изгнанству су добили морганатске потомке без права на престо. Након Другог свјетског рата, с циљем јачања родбинских веза између таквих потомака потекла је замисао о оснивању удружења од кнезова императорске крви Всеволода Ивановича, Романа Петровича и Андреја Александровича. Замисао су реализовали тек 1979. кнезови императорске крви Андреј Александрович и Дмитриј Александрович, кнегињица императорске крви Вера Константиновна и кнегиње императорске крви Јекатерина Јоановна, Марина Петровна и Надежда Петровна основавши Удружење чланова рода Романових (рус. Объединение членов рода Романовых). Сви су они били рођени прије Фебруарске револуције (1917), а затим су позив за учлањење у организацију упутили и свим морганатским потомцима рођеним у изгнанству.
Удружење потомака не поштује династичко право регулисано Основним државним законима, а у случају повратка монархије сматра да о престолу треба да одлучује народ. Удружење има Генералну скупштину, Комитет, предсједника и потпредсједника. Посљедњи мушки члан удружења, који је истовремено био и члан Императорског дома, био је кнез императорске крви Василиј Александрович (1907—1989). Посљедња таква чланица је била кнегиња императорске крви Јекатерина Јоановна (1915—2007). Сви данашњи чланови удружења су морганатски потомци и не припадају Императорском дому. Године 1992. удружење потомака је основало Фонд Романових за Русију (рус. Фонд Романовых для России).